# ジェシー・アイゼンバーグ
ジェシー・アイゼンバーグ（Jesse Eisenberg, 1983年10月5日 - ）は、アメリカ合衆国ニューヨーク市生まれの俳優。

## 経歴
1983年にユダヤ系の家庭の元、ニューヨーク市で生まれる。妹は『ポーリー』の少女役などで知られるハリー・ケイト・アイゼンバーグである。道化師の母親と大学教授である父親を持つ。ニュージャージー州にある高校を卒業後、ニューヨーク大学に合格したものの、演技の道を続けるため入学しなかった。ポーランドを頻繁に訪れており、ポーランド語に堪能である。
1999年にテレビシリーズの『ゲット・リアル』で俳優デビューを果たし、テレビ映画やインディーズ映画などでキャリアを重ねていく。その中で出演したキャンベル・スコット共演の青春コメディ映画『Roger Dodger』ではサンディエゴ映画祭の新人賞を受賞。その後ケヴィン・クライン主演の『卒業の朝』やM・ナイト・シャマラン監督の『ヴィレッジ』などに出演。『イカとクジラ』ではローラ・リニーとジェフ・ダニエルズ演じる夫婦の長男役を演じた。『ゾンビランド』で主演を務め、ブレークした。
2010年、デヴィッド・フィンチャー監督の『ソーシャル・ネットワーク』でマーク・ザッカーバーグを演じた。この作品の演技でアカデミー賞やゴールデングローブ賞、英国アカデミー賞などの主演男優賞にノミネートされた。同年にはプロモーションのため、脚本家のアーロン・ソーキンと共に初来日を果たしている。
その後は『グランド・イリュージョン』シリーズや、クリステン・スチュワートと共演した『エージェント・ウルトラ』が公開。2016年の『バットマン vs スーパーマン ジャスティスの誕生』ではヴィランのレックス・ルーサーを演じたが、演技は酷評され、ゴールデンラズベリー賞 最低助演男優賞に選ばれてしまった。
2022年、『僕らの世界が交わるまで』で映画監督としてデビューする。2024年には長編監督第2作となる『リアル・ペイン～心の旅～』を発表。本作では監督の他に、出演・脚本・製作も手がけた。特に脚本は高く評価され、数々の映画賞を受賞。同年度のアカデミー脚本賞にもノミネートされた。

## 人物
早口言葉が特徴とされる。
『ヴォーグ』のインタヴューにてエマ・ストーンが、最も面白い人物は？という質問に「ジェシー・アイゼンバーグ」と答えている。

## 私生活
『卒業の朝』の現場で出逢ったアンナ・ストラウトと、2002年から2012年まで交際、1度破局後に2015年に再会し復縁、2017年に結婚した。2017年4月には第1子（長男）が誕生している。

## フィルモグラフィ
※役名の主演作品は太字表記。

### 映画
| 年   | 題名                                                                             | 役名                     | 備考                        | 吹替               |
| ---- | -------------------------------------------------------------------------------- | ------------------------ | --------------------------- | ------------------ |
| 2001 | ライトニング Lightning: Fire from the Sky                                        | エリック・ドブズ         | テレビ映画                  |                    |
| 2002 | 卒業の朝 The Emperor's Club                                                      | ルイス・マスーディ       |                             | 石田彰             |
| 2004 | ヴィレッジ The Village                                                           | ジェイミソン             | TBA                         |                    |
| 2005 | イカとクジラ The Squid and the Whale                                             | ウォルト・バークマン     | 坪井智浩                    |                    |
| 2005 | ウェス・クレイヴン's カースド Cursed                                             | ジミー                   | 井上剛                      |                    |
| 2007 | ハンティング・パーティ The Hunting Party                                         | ベンジャミン・ストラウス | 坪井智浩                    |                    |
| 2009 | アドベンチャーランドへようこそ Adventureland                                     | ジェイムズ・ブレナン     | 武藤正史                    |                    |
| 2009 | ゾンビランド Zombieland                                                          | コロンバス               | 小川輝晃                    |                    |
| 2009 | ソリタリー・マン Solitary Man                                                    | ダニエル・チェストン     | 山田豊                      |                    |
| 2010 | バッド・トリップ 100万個のエクスタシーを密輸した男 Holy Rollers                  | サム・ゴールド           |                             |                    |
| 2010 | キャンプ・ホープ Camp Hope                                                       | ダニエル                 |                             |                    |
| 2010 | ソーシャル・ネットワーク The Social Network                                      | マーク・ザッカーバーグ   | 武藤正史                    |                    |
| 2011 | ブルー 初めての空へ Rio                                                          | ブルー                   | 声の出演                    | 山口勝平           |
| 2011 | ピザボーイ 史上最凶のご注文 30 Minutes or Less                                   | ニック・デイビス         |                             | 武藤正史           |
| 2012 | ファンキーランド Why Stop Now                                                    | Eli Bloom                | サンダンス映画祭 出品作品   | 野村淳一           |
| 2012 | Free Samples                                                                     | Tex                      | トライベッカ映画祭 出品作品 | N/A                |
| 2012 | ローマでアモーレ To Rome with Love                                               | ジャック                 |                             | （吹き替え版なし） |
| 2013 | グランド・イリュージョン Now You See Me                                          | J・ダニエル・アトラス    | 武藤正史                    |                    |
| 2013 | ナイト・スリーパーズ ダム爆破計画 Night Moves                                    | ジョシュ                 | （吹き替え版なし）          |                    |
| 2014 | 嗤う分身 The Double                                                              | サイモン / ジェームズ    | （吹き替え版なし）          |                    |
| 2014 | ブルー2 トロピカル・アドベンチャー Rio 2                                         | ブルー                   | 声の出演                    | 山口勝平           |
| 2015 | 人生はローリングストーン The End of the Tour                                     | デヴィッド・リプスキー   |                             | 武藤正史           |
| 2015 | 母の残像 Louder Than Bombs                                                       | ジョナ                   | （吹き替え版なし）          |                    |
| 2015 | エージェント・ウルトラ American Ultra                                            | マイク・ハウエル         | 武藤正史                    |                    |
| 2016 | バットマン vs スーパーマン ジャスティスの誕生 Batman v Superman: Dawn of Justice | レックス・ルーサーJr.    | 神谷浩史                    |                    |
| 2016 | カフェ・ソサエティ Café Society                                                  | ボビー                   | （吹き替え版なし）          |                    |
| 2016 | グランド・イリュージョン 見破られたトリック Now You See Me 2                     | J・ダニエル・アトラス    | 武藤正史                    |                    |
| 2017 | ジャスティス・リーグ Justice League                                              | レックス・ルーサーJr.    | 神谷浩史                    |                    |
| 2018 | ハミングバード・プロジェクト 0.001秒の男たち The Hummingbird Project             | ヴィンセント・ザレスキ   | 武藤正史                    |                    |
| 2019 | 恐怖のセンセイ The Art of Self-Defense                                           | ケイシー・デイヴィース   | 武藤正史                    |                    |
| 2019 | ビバリウム Vivarium                                                              | トム                     | 兼製作総指揮                | 山口勝平           |
| 2019 | ゾンビランド:ダブルタップ Zombieland: Double Tap                                 | コロンバス               |                             | 中村悠一           |
| 2020 | 沈黙のレジスタンス 〜ユダヤ孤児を救った芸術家〜 Resistance                       | マルセル・マンジェル     | （吹き替え版なし）          |                    |
| 2021 | ジャスティス・リーグ:ザック・スナイダーカット Zack Snyder's Justice League       | レックス・ルーサーJr.    | HBO Maxオリジナル作品       | 神谷浩史           |
| 2022 | 僕らの世界が交わるまで When You Finish Saving the World                          | N/A                      | 監督・脚本作品              | N/A                |
| 2023 | Manodrome                                                                        |                          |                             |                    |
| 2025 | リアル・ペイン〜心の旅〜 A Real Pain                                             | デヴィッド・カプラン     | 兼監督・脚本・製作          | （吹き替え版なし） |
| 2025 | サスカッチ・サンセット Sasquatch Sunset                                          | サスカッチ               | 兼製作、台詞なし            |                    |
| 2025 | Now You See Me Now You Don't                                                     | J・ダニエル・アトラス    |                             |                    |
| TBA  | New Musical Comedy                                                               | TBA                      | 兼監督                      |                    |

### テレビシリーズ
| 年          | 題名                                          | 役名                   | 備考                                |
| ----------- | --------------------------------------------- | ---------------------- | ----------------------------------- |
| 1999 - 2000 | ゲット・リアル Get Real                       | ケニー・グリーン       | メインキャスト 22エピソード         |
| 2011        | サタデー・ナイト・ライブ Saturday Night Live  | 本人                   | ゲストホスト                        |
| 2012        | ニュースルーム The Newsroom                   | エリック・ニール       | 声の出演 1エピソード クレジットなし |
| 2014        | モダン・ファミリー The Newsroom               | アッシャー             | 1エピソード                         |
| 2022        | バツイチ男の大ピンチ! Fleishman Is in Trouble | トビー・フライシュマン | メイン                              |

## 受賞とノミネート
| 年   | 候補                                                                                 | 賞名                           | 部門                   | 結果       |
| ---- | ------------------------------------------------------------------------------------ | ------------------------------ | ---------------------- | ---------- |
| 2005 | 『イカとクジラ』 The Squid and the Whale                                             | 放送映画批評家協会賞           | 若手男優賞             | ノミネート |
| 2009 | 『ゾンビランド』 Zombieland                                                          | MTVムービー・アワード          | 恐怖演技賞             | ノミネート |
| 2010 | 『ソーシャル・ネットワーク』 The Social Network                                      | NBR賞                          | 主演男優賞             | 受賞       |
| 2010 | 『ソーシャル・ネットワーク』 The Social Network                                      | オクラホマ映画批評家協会賞     | 主演男優賞             | 受賞       |
| 2010 | 『ソーシャル・ネットワーク』 The Social Network                                      | 全米映画批評家協会賞           | 主演男優賞             | 受賞       |
| 2010 | 『ソーシャル・ネットワーク』 The Social Network                                      | トロント映画批評家協会賞       | 主演男優賞             | 受賞       |
| 2010 | 『ソーシャル・ネットワーク』 The Social Network                                      | ヒューストン映画批評家協会賞   | 主演男優賞             | 受賞       |
| 2010 | 『ソーシャル・ネットワーク』 The Social Network                                      | ボストン映画批評家協会賞       | 主演男優賞             | 受賞       |
| 2010 | 『ソーシャル・ネットワーク』 The Social Network                                      | アカデミー賞                   | 主演男優賞             | ノミネート |
| 2010 | 『ソーシャル・ネットワーク』 The Social Network                                      | EDA賞                          | 主演男優賞             | ノミネート |
| 2010 | 『ソーシャル・ネットワーク』 The Social Network                                      | 英国アカデミー賞               | 主演男優賞             | ノミネート |
| 2010 | 『ソーシャル・ネットワーク』 The Social Network                                      | アイオワ映画批評家協会賞       | 主演男優賞             | ノミネート |
| 2010 | 『ソーシャル・ネットワーク』 The Social Network                                      | インディアナ映画批評家協会賞   | 主演男優賞             | ノミネート |
| 2010 | 『ソーシャル・ネットワーク』 The Social Network                                      | オンライン映画批評家協会賞     | 主演男優賞             | ノミネート |
| 2010 | 『ソーシャル・ネットワーク』 The Social Network                                      | サンディエゴ映画批評家協会賞   | 主演男優賞             | ノミネート |
| 2010 | 『ソーシャル・ネットワーク』 The Social Network                                      | シカゴ映画批評家協会賞         | 主演男優賞             | ノミネート |
| 2010 | 『ソーシャル・ネットワーク』 The Social Network                                      | セントルイス映画批評家協会賞   | 主演男優賞             | ノミネート |
| 2010 | 『ソーシャル・ネットワーク』 The Social Network                                      | デトロイト映画批評家協会賞     | 主演男優賞             | ノミネート |
| 2010 | 『ソーシャル・ネットワーク』 The Social Network                                      | デンバー映画批評家協会賞       | 主演男優賞             | ノミネート |
| 2010 | 『ソーシャル・ネットワーク』 The Social Network                                      | フェニックス映画批評家協会賞   | 主演男優賞             | ノミネート |
| 2010 | 『ソーシャル・ネットワーク』 The Social Network                                      | 放送映画批評家協会賞           | 主演男優賞             | ノミネート |
| 2010 | 『ソーシャル・ネットワーク』 The Social Network                                      | ユタ映画批評家協会賞           | 主演男優賞             | ノミネート |
| 2010 | 『ソーシャル・ネットワーク』 The Social Network                                      | ロンドン映画批評家協会賞       | 主演男優賞             | ノミネート |
| 2010 | 『ソーシャル・ネットワーク』 The Social Network                                      | ワシントンD.C.映画批評家協会賞 | 主演男優賞             | ノミネート |
| 2010 | 『ソーシャル・ネットワーク』 The Social Network                                      | 全米映画俳優組合賞             | 主演男優賞             | ノミネート |
| 2010 | 『ソーシャル・ネットワーク』 The Social Network                                      | 全米映画俳優組合賞             | キャスト賞             | ノミネート |
| 2010 | 『ソーシャル・ネットワーク』 The Social Network                                      | ゴールデングローブ賞           | 主演男優賞(ドラマ部門) | ノミネート |
| 2010 | 『ソーシャル・ネットワーク』 The Social Network                                      | サテライト賞                   | 主演男優賞(ドラマ部門) | ノミネート |
| 2016 | 『バットマン vs スーパーマン ジャスティスの誕生』 Batman v Superman: Dawn of Justice | ゴールデンラズベリー賞         | 最低助演男優賞         | 受賞       |

## 日本語吹き替え
『アドベンチャーランドへようこそ』以降、大半の作品を武藤正史がほぼ専属で担当している。
このほかにも、坪井智浩、神谷浩史、山口勝平、中村悠一、石田彰なども声を当てている。